# Стойдрага
Стойдрага (хорв. Stojdraga) — населений пункт у Хорватії, в Загребській жупанії у складі міста Самобор.

## Населення
Населення за даними перепису 2011 року становило 52 осіб.
Динаміка чисельності населення поселення:

## Клімат
Середня річна температура становить 9,76 °C, середня максимальна – 23,30 °C, а середня мінімальна – -5,97 °C. Середня річна кількість опадів – 1102 мм.
| Клімат поселення                              | Клімат поселення | Клімат поселення | Клімат поселення | Клімат поселення | Клімат поселення | Клімат поселення | Клімат поселення | Клімат поселення | Клімат поселення | Клімат поселення | Клімат поселення | Клімат поселення | Клімат поселення |
| Показник                                      | Січ.             | Лют.             | Бер.             | Квіт.            | Трав.            | Черв.            | Лип.             | Серп.            | Вер.             | Жовт.            | Лист.            | Груд.            |                  |
| Середній максимум, °C                         | 5,50             | 7,18             | 11,17            | 15,46            | 20,23            | 23,30            | 22,66            | 22,18            | 18,28            | 13,27            | 7,65             | 4,02             |                  |
| Середня температура, °C                       | −0,22            | 1,44             | 5,43             | 9,73             | 14,50            | 17,56            | 19,44            | 18,96            | 15,06            | 10,06            | 4,42             | 0,81             |                  |
| Середній мінімум, °C                          | −5,97            | −4,3             | −0,3             | 3,99             | 8,75             | 11,81            | 16,22            | 15,75            | 11,83            | 6,84             | 1,20             | −2,42            |                  |
| Норма опадів, мм                              | 53               | 57               | 75               | 83               | 92               | 125              | 106              | 109              | 109              | 106              | 107              | 80               |                  |
| Середньомісячна швидкість вітру, м/с          | 1.59             | 1.75             | 2.14             | 2.07             | 1.96             | 1.77             | 1.71             | 1.58             | 1.51             | 1.58             | 1.70             | 1.65             |                  |
| Середньомісячна сонячна радіація, кДж/м²·день | 4136             | 6872             | 10401            | 14740            | 18817            | 20580            | 21465            | 18598            | 13716            | 8616             | 4558             | 3354             |                  |
| --------------------------------------------- | ---------------- | ---------------- | ---------------- | ---------------- | ---------------- | ---------------- | ---------------- | ---------------- | ---------------- | ---------------- | ---------------- | ---------------- | ---------------- |
| Джерело:                                      |                  |                  |                  |                  |                  |                  |                  |                  |                  |                  |                  |                  |                  |